# شوزم رخو
شوزم رخو (الاسم العلمي:Psiadia mollissima) هو نوع من النباتات يتبع جنس الشوزم من الفصيلة النجمية. تم وصف هذا النوع من النبات علمياً لأول مرة من قبل كارل أوغست أوتو هوفمان سنة 1906.